# Neue Schenke (Bad Suderode)

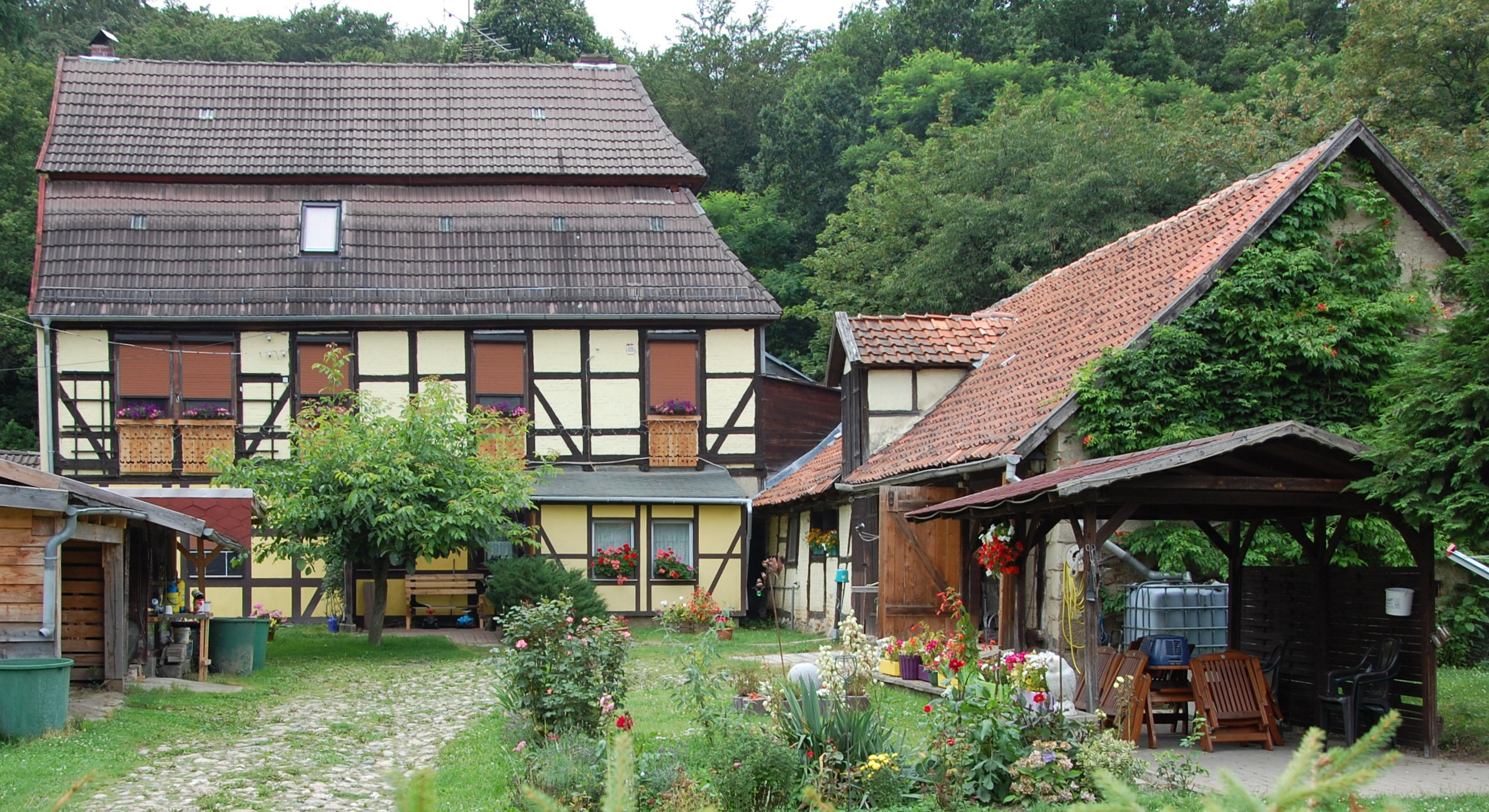
Neue Schenke

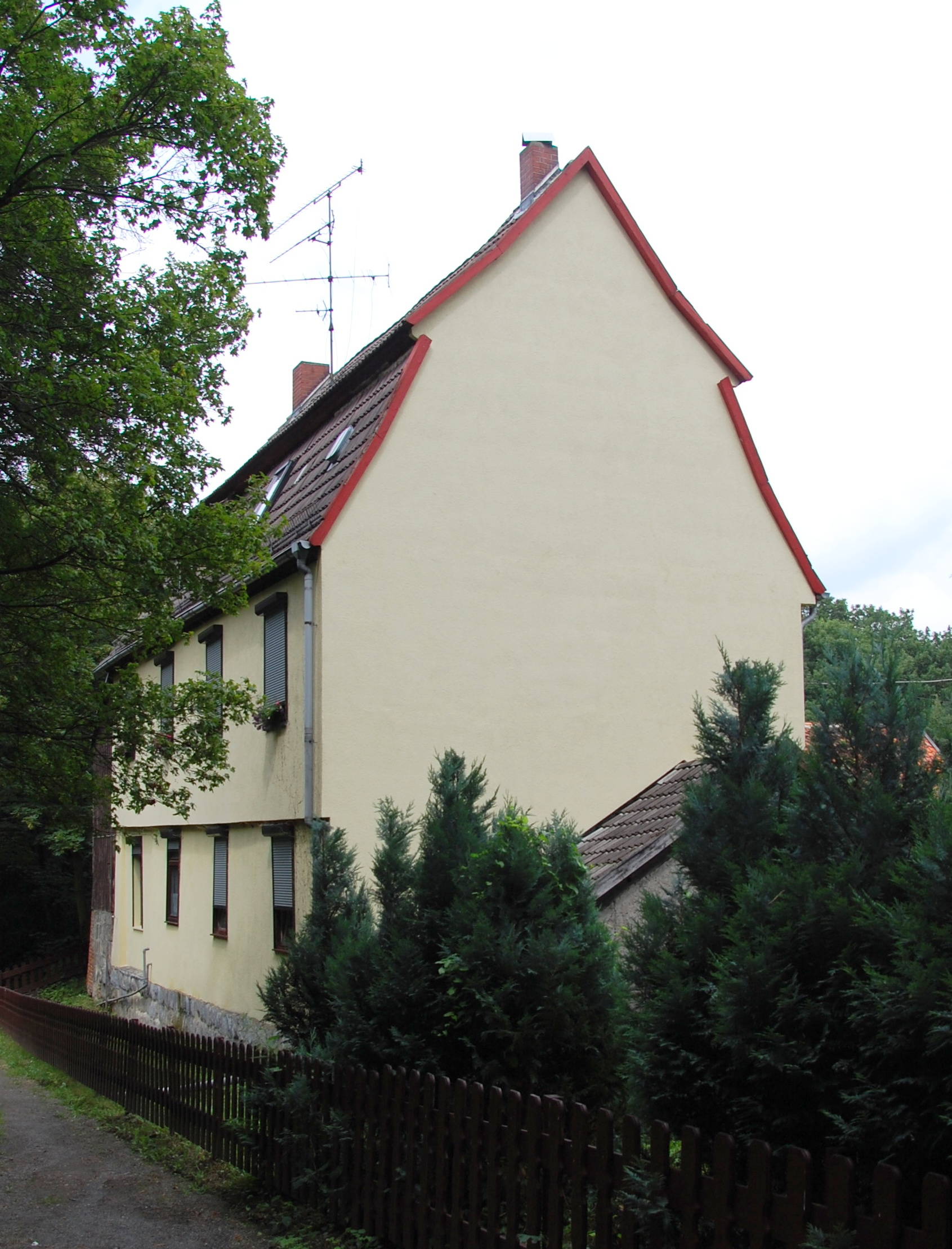
Wohnhaus

Die Neue Schenke ist ein denkmalgeschütztes Anwesen im zur Stadt Quedlinburg in Sachsen-Anhalt gehörenden Ortsteil Bad Suderode.

## Lage
Sie befindet sich auf einem Höhenzug südwestlich des Ortskerns Bad Suderodes, an der Adresse Neue Schenke 1. Im örtlichen Denkmalverzeichnis ist das Gebäude als Forsthof eingetragen. Etwas östlich der Neuen Schenke befindet sich die Paracelsus-Harz-Klinik Bad Suderode.

## Architektur und Geschichte
Der aus zwei Flügeln bestehende Hof entstand in der ersten Hälfte des 18. Jahrhunderts und diente als Forsthaus und Gastwirtschaft. An der Westseite des Hofs befindet sich das in Fachwerkbauweise errichtete Wohnhaus. Die Gefache des zweigeschossigen Baus sind mit Zierausmauerungen versehen. Bedeckt wird das Gebäude von einem Mansarddach.
Auf der Nordseite erstreckt sich ein kleineres Wirtschaftsgebäude. Es ist aus Bruchsteinen und Fachwerk gebaut. Die Gefache sind ebenfalls mit Zierausmauerungen verfüllt.
Überliefert ist, dass der Dichter Joseph von Eichendorff sich am 11. September 1805 im Wald bei Suderode verlief. Er befand sich auf einer nächtlichen Wanderung vom Stubenberg bei Gernrode über Mägdesprung zur Drahtmühle, als ihn und seine Begleiter eine Wildschweinrotte attackierte, woraufhin man völlig die Richtung verlor. Von Eichendorff stieß bei seinem Umherirren auf eine Schenke im Wald. Es wird davon ausgegangen, dass es sich hierbei um die Neue Schenke handelte. Allerdings kehrte er dort nicht ein, da nach einem Blick durch das Fenster, er die Gastwirtschaft voller wilder bärtiger Männer fand und mit dem mitgeführten Geld dort nicht übernachten wollte. Von Eichendorff ging dann weiter bis nach Suderode.
Derzeit (Stand 2014) dient der Hof Wohnzwecken und wird nicht als Gastwirtschaft genutzt.